# Crédit agricole
Pour les articles homonymes, voir Crédit agricole (homonymie) et CASA.
Le Crédit agricole est une banque française proposant des services financiers à l'échelle internationale, le groupe possédant le plus grand réseau de banques coopératives et mutualistes au monde, dont trente-neuf caisses régionales de Crédit agricole en France. En 2024, le Crédit agricole est la neuvième plus grande banque au monde en termes d'actifs, la deuxième française après BNP Paribas.
Officiellement créé en 1894 pour faciliter les investissements de l’industrie agricole et historiquement organisé selon un système mutualiste entre les différentes caisses régionales avec le soutien de l'État, il est devenu, à partir de la fin du XXe siècle, un groupe bancaire privé, généraliste et international, coté via sa holding Crédit agricole SA au CAC 40 de la bourse de Paris.

## Historique
Source de l'essentiel de ce paragraphe "Historique"
Durant la seconde moitié du XIXe siècle, l'agriculture française peine à trouver des crédits à long terme, souples et bon marché. Plusieurs projets de création de banques de l'agriculture voient le jour, dont celui du Crédit foncier de France en 1861, mais aucun n'aboutit du fait notamment que la plupart des agriculteurs n'étaient pas propriétaires, mais aussi de la mauvaise gestion de ces institutions.

### Naissance du Crédit agricole et création des caisses locales et régionales (1894-1900)

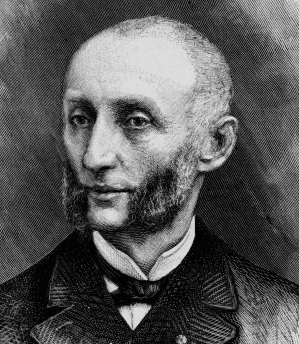
Jules Méline est à l'origine de la création des premières caisses locales.

L'histoire du Crédit agricole remonte à la fin du XIXe siècle, à une loi de 1884 permettant la libre association professionnelle, qui autorise entre autres la formation de syndicats agricoles, et la création de banques locales mutualistes. La création de la Société de crédit agricole de l'arrondissement de Poligny à Salins-les-Bains dans le Jura a lieu le 23 février 1885. Cette institution est la première du genre en France.
S'inspirant de cette expérience et pour encourager le crédit au profit de la petite exploitation familiale, la loi du 5 novembre 1894, promue par le ministre de l'Agriculture Jules Méline, permet la création de caisses locales de crédit agricole. Les premières caisses sont la création d’élites locales composées d’agronomes, de professeurs, de propriétaires alors que les agriculteurs sont encore minoritaires.
Dans les premières années, l'activité est d'abord exclusivement composée de prêts à court-terme. Il s'agit d'avances sur récoltes qui permettent aux agriculteurs de vivre mieux. Viennent ensuite les emprunts à moyen puis à long terme qui leur permettent de s'équiper ou d'acheter du bétail.
Cependant, les caisses locales se trouvent vite confrontées à des problèmes financiers tels que le manque de capitaux ou les garanties insuffisantes des petits exploitants. En cause, la loi de 1894 qui ne comportait aucun avantage en la matière. Il faut attendre 1897 pour que l’État règle ces problèmes puisqu'il impose à la Banque de France d'apporter des ressources au Crédit agricole. Une dotation de 40 millions de francs-or et une redevance annuelle de deux millions de francs sont ainsi versés. Un an plus tard, la loi de 1898 résout la question des garanties. Enfin, la loi du 31 mars 1899 institue une commission du ministère de l'Agriculture pour la répartition de cette avance entre les caisses régionales qui sont créées pour l'occasion. Ces caisses coopératives fédèrent les caisses locales de leur ressort géographique et leur servent de caisses de compensation.

### Développement du maillage territorial (1900-1945)
Dès le début du siècle, les caisses locales et régionales se multiplient. Chaque département est ainsi pourvu d'au moins une caisse à la veille de la Première Guerre mondiale. Cependant, l'État continue d'assurer les trois quarts des ressources et le prêt à court terme reste majoritaire, et ce, malgré la possibilité de pratiquer des prêts à long terme comme le permettent les lois du 29 décembre 1906 et du 19 mars 1910.
L'isolement de certaines régions lors de la Guerre tend à montrer la nécessité d'une banque centrale régulatrice, d'autant plus que le Crédit agricole est sollicité pour financer le rétablissement d'exploitations endommagées pendant le conflit.
Durant les années 1920, la banque continue de développer son maillage territorial et ses activités avec notamment l'ouverture des crédits aux petits artisans ruraux en 1920, le financement de l’électrification des campagnes ou encore le financement des collectivités publiques en zone rurale à partir de 1923.
La loi du 5 août 1920 permet de donner plus d’autonomie à la direction du crédit qui dépend directement du ministère de l’Agriculture afin d'en faire un établissement public central de compensation entre les caisses régionales. L’Office national de Crédit agricole apparaît alors sous l'égide de Louis Tardy, son directeur général. En 1926, il est rebaptisé Caisse nationale de Crédit agricole. La « pyramide » institutionnelle du Crédit agricole est ainsi achevée. La loi de 1920 constitue en outre le cadre juridique des opérations du Crédit agricole en France.
Les caisses locales et régionales ne sont pas épargnées par la Grande Dépression de 1930. Le rôle de la Caisse nationale est alors accru et celle-ci vient en aide aux caisses les plus exposées. Un fonds commun de garantie des dépôts est créé en 1935. L'année suivante, le Crédit agricole finance par l'escompte les stocks de blé lors de la création de l'Office national interprofessionnel des céréales. Les mécanismes de paiements utilisés permettent alors de populariser l’usage du chèque et du compte bancaire dans les campagnes.
Entre 1939 et 1945, le régime de Vichy alourdit la tutelle du Crédit agricole. Dans le même temps, les mutations financières sont importantes, avec l'apparition du bon à cinq ans.

### L'après-guerre et la création de la Fédération nationale du Crédit agricole (1945-1966)
Pour financer l’effort de reconstruction de l’après-guerre et pour renforcer la mécanisation de l’agriculture, la Caisse nationale de Crédit agricole intensifie la collecte pour compléter les ressources venues de l’État. Les caisses régionales ouvrent de nombreux bureaux : de 1 000 en 1947, le total passe à 2 259 en 1967.
En 1948, la Fédération nationale du Crédit agricole est créée. Elle est chargée de représenter les caisses régionales de Crédit agricole auprès des pouvoirs publics et de la Caisse nationale du Crédit agricole. Elle joue également un rôle de formation du personnel et d'élargissement progressif des compétences du Crédit agricole.
En 1959, un décret permet au Crédit agricole le financement de prêts immobiliers pour logement principal en zones rurales, quel que soit le statut du propriétaire, même non agricole. La distribution des obligations à long terme créées en 1950 permet au Crédit agricole de s'autofinancer à partir de 1963. Les flux financiers entre l’État et l’organisme s’inversent, car le Crédit agricole remonte désormais l’épargne des campagnes vers le Trésor public.
L'institution Crédit agricole continue de se moderniser profondément avec un renouvellement important des dirigeants dans les caisses régionales et à la Caisse nationale. Paul Driant devient le premier président de la Caisse nationale de Crédit agricole issu du monde agricole en 1960. Il exerce ses fonctions pendant quatorze années consécutives.

### Naissance de la banque universelle (1966-1988)
La Caisse nationale de Crédit agricole obtient l'autonomie financière de l’État en 1966, dans le but de dynamiser l'épargne et de débudgétiser ses interventions. La collecte ne passe ainsi plus par le Trésor public. C'est donc la Caisse nationale qui assure désormais la péréquation entre caisses régionales déficitaires ou excédentaires. La loi de la « ruralité » de 1971 étend les possibilités de financement du Crédit agricole aux zones rurales, mais aussi en direction de nouvelles clientèles, telle que les artisans et les industries agro-alimentaires. Les prêts aux PME et PMI viendront ensuite.
La réforme bancaire de 1966 permet à l'établissement de proposer à tous les ménages des produits identiques à ceux de ses différents concurrents (compte sur livret, plan d'épargne logement).
Les premières filiales sont créées à la fin des années 1960 afin de répondre à des besoins spécifiques de la Caisse nationale de Crédit agricole : Union d’études et d’investissements (UI) en 1967 pour les prises de participations, Segespar en 1968 pour la gestion d’actifs, et Unicrédit en 1971 pour les crédits aux industries agro-alimentaires voient ainsi le jour. Dès 1967, le Crédit agricole distribue ses premiers prêts d'épargne-logement qui seront conventionnés à partir de 1972 et des prêts d'accession à la propriété en 1977.
En 1976 est lancée pour la première fois la signature « le bon sens près de chez vous »,.
Le Crédit agricole ouvre sa première succursale à l'étranger en 1979, à Chicago (États-Unis), ce qui marque le début de la stratégie d'internationalisation du groupe. La revue « The Banker (en) » classera d'ailleurs l'établissement au premier rang mondial des banques cette année-là. Dans cette continuité, le Crédit agricole est soumis pour la première fois en 1984 à une loi bancaire alors qu'il était jusque-là soumis uniquement au code rural. Un accord d'interbancarité est également signé pour marier la carte bancaire verte du Crédit agricole à la carte bleue des autres banques.
Durant ces années 1980, la diversification des métiers du groupe Crédit agricole débute, en particulier dans le domaine des assurances. les filiales Predica pour l'assurance-vie et Pacifica pour le secteur de l'assurance dommages voient le jour, respectivement en 1986 et 1990. Le groupe prend ainsi le virage de la bancassurance, avec notamment le premier plan d'épargne retraite. À cette époque, de nombreux administrateurs des caisses locales sont aussi administrateurs d'une autre institution agricole, l'assureur Groupama, et un rapprochement entre les deux n'est alors pas exclu. Ce scénario sera finalement écarté.

### Les mutations institutionnelles en 1988-2001
Le 18 janvier 1988, la loi de mutualisation de la Caisse nationale de Crédit agricole entre en vigueur. Transformé en une société anonyme, l'organe central du groupe devient propriété des caisses régionales à 90 % et du personnel à 10 %. La société est donc désormais totalement indépendante de l'État, ce qui met fin aux prélèvements autoritaires de ses excédents. En 1990, le Crédit agricole perd le monopole des prêts bonifiés à l’agriculture. Un an plus tard, en 1991, son processus de « normalisation » se termine, puisque le financement des grandes entreprises lui est ouvert.
L'internationalisation du groupe continue en 1989 avec la prise de participations dans le capital de Banco Ambrosiano Veneto en Italie et de Banco Espirito Santo au Portugal en 1991.
Du côté des caisses régionales, un processus de regroupement est amorcé officiellement à partir de 1990, notamment dans un souci de maîtrise des coûts : l’objectif est de diviser le nombre de caisses existantes par deux ; il est dépassé à l’orée du XXIe siècle. Dans le même temps, 18 des 94 caisses régionales sont cotées sur le marché secondaire en émettant des certificats coopératifs d'investissement. L'essentiel du capital social des caisses reste cependant aux mains des 5,5 millions de sociétaires, clients de l'établissement.
En 1993, Lucien Douroux, porteur du projet de mutualisation à la Fédération nationale du Crédit agricole devient le premier directeur général de la Caisse nationale nommé par le Crédit agricole et issu de ses rangs.
En 1996, le groupe rachète Indosuez puis crée Indocam, filiale de gestion d'actifs (renommée Crédit agricole Asset Management en 1999) et Crédit agricole Indosuez pour la banque de financement et d'investissement. La diversification du groupe se poursuit en 1999 : il entre au capital du Crédit lyonnais à la faveur de la privatisation de l'établissement et acquiert Sofinco, l'un des leaders du crédit à la consommation.
En 2001, la Caisse nationale du Crédit agricole entre en bourse sous le nom de Crédit agricole SA. Cette structure permet donc aux caisses régionales de participer à de grandes opérations de croissance externe.

### Le Crédit agricole depuis leXXIesiècle

#### L'accélération de la diversification des métiers en 2001-2008
Le XXIe siècle marque la multiplication des métiers au sein du groupe. Finaref est racheté en 2003. La même année, le Crédit agricole réussit son offre amicale d'échange sur le Crédit lyonnais, à l'issue d'une bataille boursière déclenchée par la cession aux enchères en décembre 2002 de la part de l’État dans cette banque. Ce rapprochement, réalisé entre 2003 et 2004 donne lieu au regroupement des différentes activités des deux établissements. Calyon voit ainsi le jour en 2004, filiale issue des activités de banque de financement et d'investissement du Crédit lyonnais et de Crédit agricole Indosuez.
Entre 2004 et 2005, les caisses régionales et le Crédit agricole SA entament un important plan de développement. Celui-ci doit permettre de conforter la place de leader français des caisses régionales en pénétrant davantage les grandes villes, tout en développant l'internationalisation du groupe. Des activités en Égypte, Ukraine, Serbie, Grèce, Italie et Portugal voient ainsi le jour. Elle paiera le prix fort de cette internationalisation à tout-va lors de la crise financière mondiale débutant en 2007,
En 2009, la société Crédit agricole assurances voit le jour pour rassembler les marques Pacifica et Predica.
Les opérations de prise de contrôle réalisées par le groupe lui ont permis, tant de conforter sa position de leader français de la banque de détail, que d'élargir sa position de banque d'investissement et de marchés et d'étoffer son réseau de succursales et filiales à l'étranger. Le groupe se trouve être la première banque en France avec 28 % du marché français, 2e mondiale pour chiffre d'affaires et 10e par ses bénéfices d'après le magazine Fortune, mais également 15e mondiale selon le classement Forbes.

#### Le Crédit agricole et la crise de 2008-2013

Ancien siège du Crédit agricole à Paris

Touché par le blocage du marché des crédits interbancaires, le Crédit agricole est contraint, en janvier 2008, de céder sa participation historique dans Suez pour 1,3 milliard d'euros puis de lancer, en mai 2008, une augmentation de capital de 5,9 milliards d'euros suivie par l'ensemble des caisses régionales pour satisfaire aux exigences règlementaires Bâle II et de procéder à un programme de cession d'actifs non-stratégiques à hauteur de cinq milliards d'euros.
Fin 2008, l'État décide de prêter 21 milliards d'euros, en deux tranches et au taux de 8 %, aux six plus grandes banques françaises afin qu'elles puissent continuer d'assurer leur rôle dans l'économie. Le Crédit agricole ne fait pas appel à la deuxième tranche et rembourse l'État en octobre 2009. La stratégie de sortie de crise du Crédit agricole semble bien perçue par les marchés, le titre progresse de plus de 40 % au cours de l'année 2009.
En 2012, le Crédit agricole continue d'annoncer des résultats très négatifs avec une perte de près de trois milliards d'euros au 3e trimestre. Il s'est défait pour un euro symbolique de sa filiale grecque Emporiki, acquise en 2006, qu'il avait dû recapitaliser. Le coût total des investissements grecs aura été près de neuf milliards. La banque se désengage également de la banque espagnole Bankinter, entraînant une perte comptable de 193 millions d’euros. Elle place enfin une dépréciation massive de 600 millions sur le crédit à la consommation face notamment aux difficultés rencontrées en Italie. Autre élément négatif, le Crédit agricole doit redéfinir la valeur des « goodwills » dans son bilan. Ceux-ci s'élevaient à 17,7 milliards d'euros en septembre 2012, montant bien supérieur à leur valeur actuelle. Début février 2013, la banque annonce qu'elle inscrira dans ses comptes 3,8 milliards d’euros de dépréciations et charges, ce que les médias qualifient de perte historique.
En mars 2013, la Caisse régionale de Crédit agricole Nord de France et Crédit agricole consumer finance procède à la cession de 100 % du capital de la société BC Finance à la société Créditec. BC Finance accusait, pour l’exercice 2009, un résultat net en déficit de 1,7 million d’euros.

#### Le retour aux fondements du groupe depuis 2014
En 2015, une nouvelle gouvernance prend place au sein de Crédit agricole SA. En mai, Philippe Brassac est nommé directeur général, succédant ainsi à Jean-Paul Chifflet, tandis qu'en novembre, Dominique Lefebvre est nommé président. Il s'agit d'affirmer et de mettre en œuvre un mode de gestion qui réhabilite le rôle des caisses régionales, de leurs conseils d'administration et du Conseil de Crédit agricole SA, dans le cadre d'un rééquilibrage des pouvoirs avec la direction générale, notamment à propos des grandes décisions stratégiques, en France ou à l'étranger. La même année 2015, le groupe met en place un nouveau projet visant à simplifier sa structure considérée comme complexe par les investisseurs. En mars 2014, le groupe Crédit agricole dévoile son plan stratégique à moyen terme, : il met l'accent sur la banque de proximité et les métiers de l'assurance et de l'épargne, tandis que la gestion d'actifs (avec sa filiale Amundi) garde son cap de puissance à l'échelle mondiale.
Sur le plan international, le groupe va se concentrer sur ses principaux marchés, à commencer par l'Italie, le second marché domestique du groupe. Le groupe Crédit agricole vend sa filiale bulgare à Corporate Commercial Bank. Le 22 avril 2014, Crédit agricole SA, le Crédit agricole Nord et le Crédit agricole Nord-Est annoncent la cession de 50 % de la participation dans la banque Crelan SA, une banque belge issue de la fusion de Crédit agricole Belgique et de Centea, aux Caisses coopératives belges d'ici juin 2015.
Fin novembre 2019, Crédit agricole vend à un fonds d'investissement contrôlé par Ripplewood les 6 % de ses parts dans la banque saoudienne Banque Saudi Fransi (BSF) pour un montant annoncé à 510 millions d'euros,,. Le 27 septembre 2020, Crédit agricole vend la dernière partie de sa participation dans la Banque Saudi Fransi, mettant fin à un investissement de plusieurs décennies dans l’une des plus grandes banques d’entreprise du royaume. Selon le site web de la bourse saoudienne, qui n'a révélé ni le vendeur ni l'acheteur de la participation, la transaction était évaluée à environ 1,4 milliard de riyals (386 millions de dollars). En outre, environ 48,3 millions d'actions ont été vendues à 30 rials chacune. Il a vendu une participation de près de 16 % et près de la moitié du total des actions qu'il détenait dans le prêteur saoudien à l'époque au milliardaire Prince Al-Walid ben Talal Al Saoud en 2017.
En revanche, en décembre 2017, Crédit agricole SA annonce la finalisation du rachat de trois caisses d'épargne régionales en Italie du Nord, les Caisses d'épargne de Cesena, de Rimini et de San Miniato, pour un montant total de 130 millions d'euros. En novembre 2020, Crédit agricole annonce l'acquisition de Credito Valtellinese pour 737 millions d'euros, lui permettant d'atteindre une part de marché de 5 % en Italie, avant de monter cette offre à 855 millions d'euros.
Les effets de la troisième révolution industrielle sur la gestion numérique des banques sont pris en compte. Le 28 janvier 2020, Crédit agricole annonce une prise de participation de 85% dans la fintech Linxo pour son application de gestion de budget.
En 2021, le groupe Crédit agricole met un pied dans le marché des néobanques en lançant Blank, une application mobile dédiée aux travailleurs indépendants qui met à leur disposition un compte professionnel et un écosystème d’outils de gestion. Le groupe continue son développement dans le secteur en 2022 et annonce le lancement de deux nouveaux comptes professionnels : Propulse by CA et LCL Essentiel Pro via sa filiale LCL. Les deux offres ont été conçues en partenariat technologique avec Blank au sein du startup studio La Fabrique by CA.
Au cours de la crise du coronavirus, le groupe est l'un des premiers contributeurs à l'application du prêt garanti par l'État (PGE), en portant plus d'un quart des PGE en France. En février 2022, Generali annonce l'acquisition de La Médicale, la filiale d'assurance médicale du Crédit agricole pour 435 millions d'euros.
Le 7 avril 2022, Crédit Agricole annonce l'acquisition de 9,18 % du capital de la banque italienne Banco BPM, troisième plus grosse structure bancaire de son pays.
Sur l'ensemble de l'année 2023, le groupe dégage plus de 8 milliards de bénéfice net pour la troisième année consécutive. La seule branche assurance a quant à elle progressé de 12,6 % par rapport à l'année précédente pour un résultat net de 1,65 milliard.
En janvier 2024, Crédit Agricole fait l'acquisition de 7% de Worldline.
En juillet 2025, le groupe annonce être entré en négociation exclusive avec le fonds d’investissement AnaCap, en vue de l’acquisition conjointe du Groupe Milleis.

## Gouvernance de l'entreprise

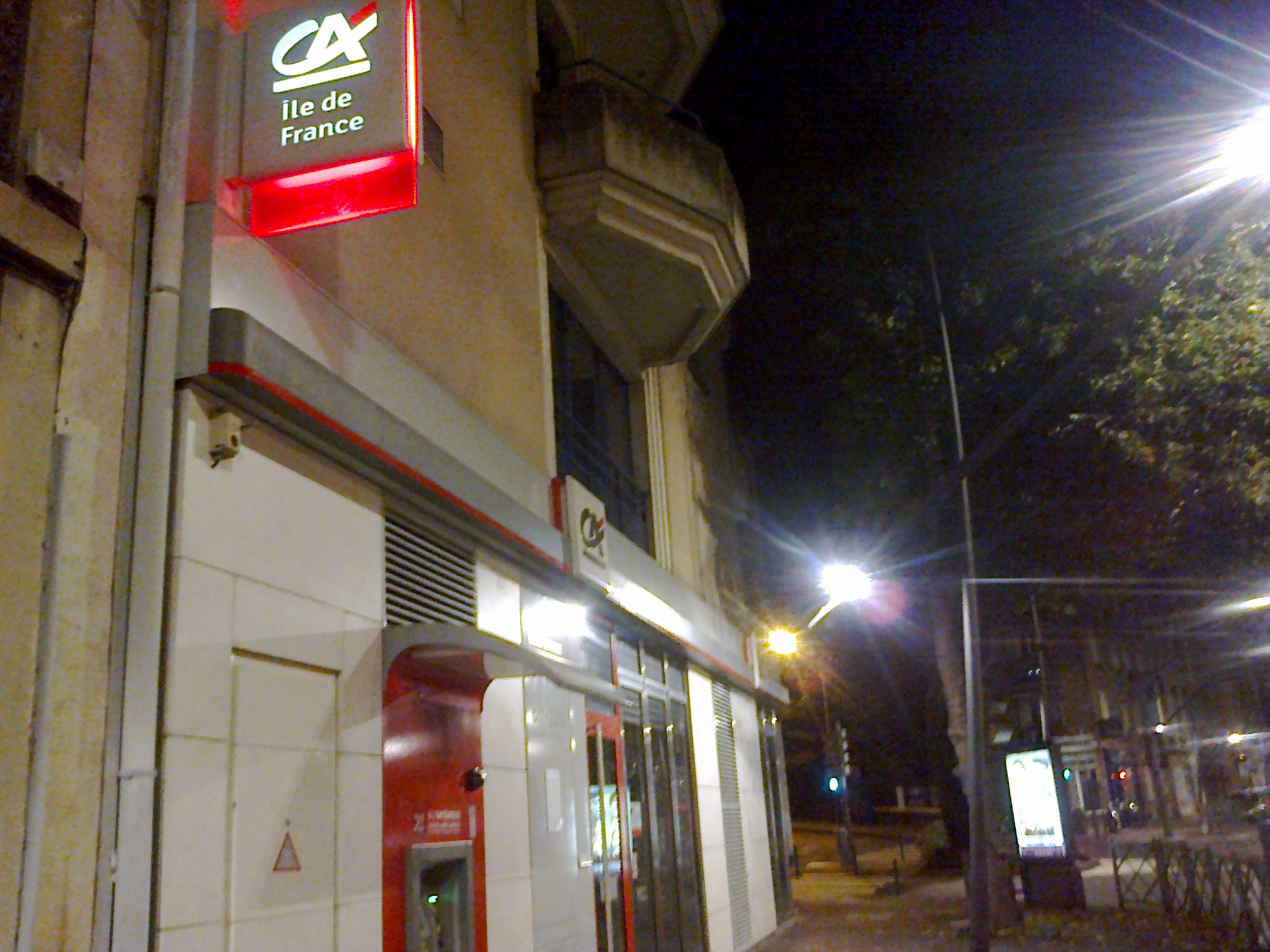
Agence Crédit agricole à Chaville

Crédit agricole est structuré sur trois étages : caisses locales, caisses régionales (et leurs agences et participations), Crédit agricole SA (et ses filiales). Les caisses locales et les caisses régionales sont des sociétés coopératives. Crédit agricole SA est une société par actions. Crédit agricole figure parmi les toutes premières sociétés coopératives au monde, et, dans le domaine bancaire, est le compagnon de route des groupes coopérateurs néerlandais (Rabobank), allemand (Raiffeisen et VolksBank) et autrichien (Raiffeisen).

### Les caisses locales
Les 2 509 caisses locales forment le socle de Crédit agricole. En novembre 2018, elles regroupent dix millions de clients sociétaires. Les sociétaires sont à la fois clients et détenteurs du capital social, sous forme de parts sociales, des caisses locales, c'est le principe de gouvernance coopératif.
Les caisses locales détiennent l’essentiel du capital des caisses régionales.
Lors des assemblées générales de caisses locales, qui réunissent chaque année près de 500 000 participants, les sociétaires désignent plus de 32 000 administrateurs, bénévoles.[réf. nécessaire]

### Les caisses régionales
Banques coopératives régionales de plein exercice, les caisses régionales de Crédit agricole offrent une gamme de produits et services financiers à leurs 20 M de clients (chiffre à fin 2008). Elles disposent d’un réseau près de 5 840 agences et 13 800 automates bancaires, renforcé par plus de 7 000 "points verts" installés chez des commerçants pour offrir à la clientèle de Crédit agricole les services bancaires les plus courants.
Pour renforcer leur solidité et leur compétitivité les caisses régionales se sont regroupées. De 1988 à 2008, leur nombre a ainsi été ramené de 94 à 39.
La Fédération nationale du Crédit agricole, regroupe les caisses régionales.

#### Prévenir l’exclusion bancaire
Pour prévenir de l'exclusion des clients frappés par un accident de la vie (décès, chômage…), 30 caisses régionales ont mis en place les points passerelle. Il s'agit d'un dispositif d’écoute, de médiation et d'accompagnement qui vise à permettre aux clients concernés et qui en manifestent la volonté, de sortir d'une situation difficile. Ce dispositif a été initié en 1997 par la caisse régionale du Nord-Est.

#### Emploi des personnes handicapées
À travers l'action de leur association Handicap et emploi au Crédit agricole (HECA), les caisses régionales de Crédit agricole consacrent un ensemble de moyens au recrutement, à l'intégration et au maintien dans l'emploi des travailleurs handicapés.
La démarche intègre : aménagements des postes de travail, facilités de transport, formation. Le manque de formation aggravant la difficulté de l'accès à l'emploi des personnes handicapées, Crédit agricole a développé des formations en alternance pour permettre aux candidats recrutés avec un niveau bac d'obtenir une qualification Bac +1 ou Bac +2.
L'objectif était de recruter plus de 800 personnes handicapées entre 2006 et fin 2010. Fin 2009, plus de 360 CDI et 670 contrats en alternance ont été signés.
C'est Sophie Vouzelaud (ex-dauphine Miss France et sourde de naissance) qui est l'ambassadrice officielle d'HECA.

#### Promotion du modèle coopératif
Les caisses régionales contribuent à la promotion du modèle coopératif sur leurs territoires à travers des actions telles que l'organisation de la série de colloques Perspectives mutualistes à Pau en 2006, Angers en 2007, Reims en 2008, Orléans en 2009 et la diffusion de la carte bancaire sociétaire.

### Fédération nationale du Crédit agricole

#### Fonctions
La Fédération nationale du Crédit agricole (FNCA) est l’instance de réflexion, d’expression et de représentation des caisses régionales et joue un rôle de chambre professionnelle. À ce titre, elle assure la synthèse des débats nés du terrain et constitue l'instance de proposition et d’orientation.
Elle représente les caisses régionales et le Groupe auprès des pouvoirs publics, des organisations professionnelles agricoles et des instances du monde coopératif et mutualiste.
La Fédération remplit des fonctions de services aux caisses régionales, notamment dans le domaine de la formation professionnelle (via l'Institut de formation du Crédit agricole mutuel) et de la gestion des ressources humaines.

### Crédit agricole SA

Le campus Crédit agricole SA à Montrouge

#### Création
En 1988, la Caisse nationale de Crédit agricole devient Crédit agricole SA une société anonyme, propriété des caisses régionales et des salariés du Groupe. En 2001, Crédit agricole SA est introduit en bourse, mais reste détenue majoritairement par les caisses régionales (44 à l'époque), comme le prévoient les statuts mutualistes du groupe.

#### Conseil d'administration
Il est composé de membres élus par l’Assemblée générale, de représentants d’organisations professionnelles, de membres élus par les salariés, d’un censeur et d’un représentant du comité d’entreprise.

#### Un édifice complexe
L’organisation de Crédit agricole SA était considérée comme particulièrement complexe et suscitait des débats internes sur les équilibres en matière de développement de ses activités qui pouvaient se réaliser au service direct des caisses régionales ou bien en dehors de l'activité des caisses régionales. En effet, le capital de CASA était détenu par les caisses régionales à 54 %, mais en sens inverse CASA détenait 25 % du capital de ces dernières sous forme des certificats coopératifs d'investissement (CCI) et des certificats coopératifs d'associés (CCA), un système de titres de capital sans droit de vote. Depuis le 6 août 2016, la réforme du plan Eurêka de simplification du capital a pris effet. Ce plan consiste notamment en un rachat à hauteur de 18 milliards d'euros par les caisses régionales des 25 % de CCI à CASA,.

## Identité du Crédit agricole
Le Crédit agricole est parfois surnommé la « Banque verte », du fait de son activité d'origine au service du monde agricole.

### Slogan
- 1976 à 1987 : « Le bon sens près de chez vous »[8],[69],[70],[71] ;
- 1987 à 1994 : « Le bon sens en action » (1987-1990) puis Le bon sens » (1990-1994)[8],[72] ;
- 1994 à 2005 : « L'imagination dans le bon sens »[8],[73] ;
- 2005 à 2011 : « Une relation durable, ça change la vie »[74],[75] ;
- 2011 à 2016 : « Le bon sens a de l’avenir »[76],[77] ;
- 2016 à 2020 : « Toute une banque pour vous »[78],[79],[80],[81].
- Depuis 2020 : « Agir chaque jour dans votre intérêt et celui de la société »[82].

### Identité visuelle

1948 : premier logo officiel, exprimant la vocation strictement agricole du Crédit agricole[83].
1959 : le Crédit agricole adopte un deuxième logo, censé affirmer l'implication de la société dans le développement de la France[83].
1971 : troisième logo, associant les initiales C et A[83].
1987 : création du logo actuel. Il synthétise la volonté du groupe d'aller toujours de l'avant et de privilégier l'ouverture vers l'extérieur[83].

## Données financières et boursières
Les certificats coopératifs d’investissement de quinze caisses régionales, et les actions de Crédit agricole SA, la holding du groupe, sont cotés à la bourse de Paris. Crédit agricole SA est également membre des indices boursiers Dow Jones, Euro Stoxx 50, SBF 120, Euronext 100, ASPI Eurozone et FTSE4Good.

### Données chiffrées du groupe Crédit agricole
Le groupe Crédit agricole rassemble l'ensemble des caisses locales et des caisses régionales, Crédit agricole SA ainsi que l'ensemble de leurs filiales.
| Années                   | 2003   | 2004   | 2005   | 2006   | 2007   | 2008   | 2009   | 2010 | 2011 | 2012   | 2013   | 2014   | 2015   | 2016   | 2017   |
| ------------------------ | ------ | ------ | ------ | ------ | ------ | ------ | ------ | ---- | ---- | ------ | ------ | ------ | ------ | ------ | ------ |
| Produit net bancaire     | 23 886 | 24 320 | 25 949 | 29 156 | 29 610 | 28 455 | 31 305 | -    | -    | 30 682 | 31 178 | 30 243 | 31 836 | 31 400 | 32 300 |
| Résultat net part groupe | 2 757  | 4 248  | 5 980  | 7 154  | 5 970  | 2 451  | 2 747  | -    | -    | 3 808  | 6 800  | 4 920  | 6 043  | 6 353  | 7 123  |
| Fonds propres            | 38 610 | 44 491 | 51 235 | 58 743 | 64 800 | 63 700 | 68 800 | -    | -    | -      | -      | -      | -      | 98.6   | 102.3  |

### Données chiffrées de Crédit agricole SA
Regroupant la holding, Crédit agricole SA ainsi que l'ensemble de ses filiales.
| Années                   | 2003   | 2004   | 2005   | 2006   | 2007   | 2008   | 2009   | 2010   | 2011   | 2012   | 2013   | 2014   | 2015   | 2016   | 2017   | 2018   | 2019   | 2020   |
| ------------------------ | ------ | ------ | ------ | ------ | ------ | ------ | ------ | ------ | ------ | ------ | ------ | ------ | ------ | ------ | ------ | ------ | ------ | ------ |
| Produit net bancaire     | 12 720 | 12 513 | 13 693 | 16 187 | 16 768 | 15 956 | 17 942 | 20 129 | 20 783 | 15 954 | 16 015 | 15 853 | 17 194 | 17 400 | 18 800 | 19 736 | 20 152 | 20 500 |
| Résultat net part groupe | 1 140  | 2 203  | 3 891  | 4 920  | 4 044  | 1 024  | 1 125  | 1 263  | −1 470 | −6 471 | 2 505  | 2 340  | 3 516  | 3 137  | 3 925  | 4 400  | 4 844  | 2 692  |
| Fonds propres            | 23 600 | 24 940 | 30 682 | 38 452 | 40 691 | 41 700 | 45 500 | -      | -      | -      | -      | -      | -      | 58 300 | 58 400 |        |        |        |

## Actionnaires
Au 29 août 2023.
| Nom                                 | %       |
| ----------------------------------- | ------- |
| SAS Rue la Boétie                   | 57,07 % |
| Crédit Agricole SA Employee         | 6,2 %   |
| The vanguard group                  | 1,27 %  |
| BNP Paribas Asset Management France | 0,7 %   |
| DNCA Finance SA                     | 0,66 %  |
| Norges Bank Investment Management   | 0,46 %  |
| Mirova                              | 0,4 %   |
| Geode Capital Management LLC        | 0,28 %  |
| Deka Investment GmbH                | 0,28 %  |
| Fédéral Finance Gestion SA          | 0,23 %  |

## Directions

### Fédération nationale du Crédit agricole
- Jean-Marie Sander[88]
- Jean-Paul Chifflet[88]
- Philippe Brassac[35]

#### Présidences
- Dominique Lefebvre : 2015[35]

### Crédit agricole SA

#### Directions générales
- Jean-Paul Chifflet : 2010[88] - X
- Philippe Brassac : 2015[35] - mai 2025[89]
- Olivier Gavalda : mai 2025[89]

#### Présidences
- Jean-Marie Sander : jusqu'en 2015[90]
- Dominique Lefebvre : depuis 2015[90].

## Activité de lobbying et politique de transparence et de «bonnes pratiques»

### En France
Le Crédit agricole est inscrit comme représentant d'intérêts auprès de l'Assemblée nationale. L'entreprise déclare à ce titre qu'en 2012, les coûts annuels liés aux activités directes de représentation d'intérêts auprès du Parlement sont compris entre 50 000 et 100 000 euros. Pour l'année 2017, le Crédit agricole déclare à la Haute Autorité pour la transparence de la vie publique exercer des activités de lobbying en France pour un montant qui n'excède pas 300 000 euros. La Fédération nationale du Crédit agricole déclare auprès du même organisme des dépenses à hauteur de 200 000 euros

### Auprès des institutions de l'Union européenne
Le Crédit agricole est inscrit depuis 2009 au registre de transparence des représentants d'intérêts auprès de la Commission européenne. Il déclare en 2016 pour cette activité 3,5 collaborateurs à temps plein et des dépenses d'un montant compris entre 200 000 et 300 000 euros. La Fédération nationale du Crédit agricole déclare auprès du même organisme des dépenses inférieures à 600 000 euros.

### Politique de transparence
Le Crédit agricole est adhérent de Transparency International France. Une priorité est donnée notamment aux "bonnes pratiques" afin d'éviter les retombées d'éventuelles "mauvaises pratiques" sur le capital de réputation de l'institution. Ainsi, en décembre 2018, le groupe doit reconnaître qu'il fait partie des quatre banques visées par une enquête de la Commission européenne, qui les soupçonne de s'être entendues entre 2009 et 2015 dans certaines négociations sur le marché obligataire.

## Controverses et condamnations
Le secteur de la banque et notamment les grandes banques françaises comme BNP Paribas, Société générale et Crédit Agricole sont directement concernés par la loi de mars 2017 sur le devoir de vigilance, et des associations ont tenté de la faire appliquer.

### Controverses et critiques

#### Financement des industries polluantes
En décembre 2010, Le cabinet de conseil Utopies et l'association Les Amis de la Terre publient le premier classement carbone des grandes banques françaises et le Crédit agricole se retrouve 10e sur 10 avec 1 071 kgeqCO2 pour 1 000 € investis.
En 2014, le groupe est nommé au prix Pinocchio dans la catégorie des entreprises ayant « mené la politique la plus agressive en termes d'appropriation, de surexploitation ou de destruction des ressources naturelles », notamment pour son soutien à Arch Coal et Alpha Natural Ressources, deux entreprises très actives dans la pratique des mines à déplacement de sommet dans la région des Appalaches aux États-Unis,.
En novembre 2019, l'ONG Oxfam France publie en collaboration avec Les Amis de la Terre un rapport indiquant que les principales banques françaises ont une empreinte carbone très importante : « en 2018, les émissions de gaz à effet de serre issues des activités de financement des quatre principales banques françaises – BNP Paribas, Crédit agricole, Société générale et BPCE – dans le secteur des énergies fossiles ont atteint plus de deux milliards de tonnes équivalent CO2, soit 4,5 fois les émissions de la France ». Selon ce rapport, Crédit agricole est la 2e banque française à soutenir le plus de projets émetteurs de gaz à effet de serre, derrière BNP Paribas.
Le Crédit agricole est mis en demeure en mai 2023 par l'ONG Tierra Digna pour son implication dans des investissements financiers climaticides dans l'entreprise suisse Glencore, accusée « de graves dommages à l'environnement, notamment en termes de santé publique » en Colombie. L'ONG reproche à Glencore d'avoir contaminé « des sources d'eau, tant superficielles que souterraines, par des matériaux tels que le plomb et d'autres substances toxiques » à travers des activités irrégulières dans les mines de La Jagua et de Calenturitas,.
Selon une enquête menée par l'ONG Disclose, en collaboration avec France 24, RFI et le Pulitzer Center, le groupe Crédit Agricole détient des investissements significatifs dans des multinationales du secteur des énergies fossiles, notamment en Amazonie. En 2024, il possédait plus de 240 millions d’euros en actions et obligations de la société espagnole Repsol, spécialisée dans le pétrole et le gaz, ce qui en faisait le cinquième plus important investisseur de cette entreprise.

#### Financement du nucléaire
Une étude commanditée par plusieurs ONG et intitulée « Nuclear Banks, No Thanks » classe Crédit agricole en cinquième position des banques finançant le plus l'industrie nucléaire. Cette étude ne tiendrait toutefois pas compte du poids du nucléaire sur les marchés domestiques des banques concernées et surpondèrerait par voie de conséquence les banques françaises.

#### Pratiques commerciales
En 2010, l'Association française des usagers des banques place Crédit agricole en tête de son baromètre des « banques les plus conflictuelles », en se basant notamment sur le nombre de plaintes reçues par l'association,. La banque est toujours restée en première place, mais cette classification a depuis été abandonnée par l'AFUB.

#### Activités dans les paradis fiscaux
Alors que le Crédit agricole était déjà cité par les Offshore Leaks, les Panama Papers révèlent à leur tour que le groupe bancaire a administré 1 129 sociétés extraterritoriales via Mossack Fonseca pour le compte de ses clients. Cependant, le groupe déclare par un communiqué : « La banque privée du Crédit agricole ne crée ni n'administre de structures dites offshore pour ses clients. Cette activité a été progressivement arrêtée et a cessé de manière définitive en 2015 ».

#### Non respect du télétravail pendant la pandémie
Le Crédit agricole a été épinglé et mis en demeure pour ne pas avoir respecté les consignes de télétravail pendant la pandémie de coronavirus.

### Condamnations et amendes

#### Règlementation bancaire
Le Crédit agricole est condamné, le 20 août 2018, à une amende de 4,3 millions d’euros par le mécanisme de surveillance unique (MSU) confié à la Banque centrale européenne (BCE) pour avoir enfreint les règles encadrant le calcul de ses fonds propres. Ses filiales Crédit agricole Consumer Finance et Crédit agricole Corporate and Investment Bank sont condamnées à respectivement 200 000 euros et 300 000 euros.
La Commission européenne en 2021 inflige 3,993 millions d'euros d'amendes au Crédit Agricole pour une entente passée avec d'autres banques du 10 janvier 2013 au 24 mars 2015, dans la négociation d'obligations Souveraines, Supranationales et Agences,.
Dans un premier temps en 2020, la Cour de justice de l'Union européenne annule les amendes, les considérant comme "insuffisamment motivées". Le 23 août 2022, la Banque centrale européenne corrige cette lacune procédurale et ordonne les mêmes sanctions: une amende totale de 4,8 millions d'euros contre le Crédit Agricole et deux de ses filiales: 300 000 euros pour Crédit Agricole Corporate and Investment Bank (CACIB) et 190 000 euros pour Crédit Agricole Consumer Finance (CACF).

#### Violation des sanctions américaines
Le 20 octobre 2015, le Crédit agricole est condamnée par plusieurs autorités américaines à payer une amende de 787,3 millions de dollars pour avoir violé les sanctions américaines en facilitant des transactions en dollars, entre 2003 et 2008, avec le Soudan, l’Iran, Cuba et la Birmanie,. Poursuivie pour des faits similaires, sa filiale Crédit agricole Corporate and Investment Bank a quant à elle accepté de payer 329,6 millions de dollars pour y mettre fin.
La filiale franco-arabe du Crédit agricole, l'Union de banques arabes et françaises (UBAF) a fait l'objet d'une amende par l'OFAC à la suite de 127 poursuites civiles liées à des opérations avec des institutions financières syriennes.

#### Règlement à l'amiable après des soupçons de fraude fiscale dans l'affaire dite du «CumCum»
En avril 2023, Bloomberg révèle que le Crédit Agricole a accepté de payer un montant de 35 millions d'euros d'arriérés d'impôt au Trésor français pour éviter des poursuites dans l'affaire de soupçons de fraude fiscale dite « CumCum », impliquant plusieurs grandes banques. Le Sénat avait alerté de façon itérative sur cette pratique dès 2018. Le montant pourrait être réévalué à la hausse car d'autres investigations sont en cours mais il permet au Crédit Agricole d'échapper à une perquisition.

## Sponsoring sportif
Crédit agricole sponsorise plusieurs événements, organisations et associations. En 2016, il a notamment inauguré une pépinière de start-ups près des Champs-Élysées appelée Village by CA. L'entreprise soutient également la candidature de Paris à l'exposition universelle en 2025.

### Cyclisme

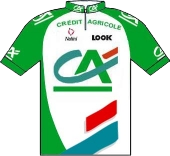
Maillot Crédit agricole

En 1998, à l'issue du Tour de France, Crédit agricole devient le sponsor principal de l'équipe cycliste dirigé par Roger Legeay alors sponsorisée par l'assureur Gan. L'investissement d'origine est de 30 000 000 Fr par an. Durant ces années de partenariats, l'équipe a notamment remporté de nombreuses étapes sur les Grands tours ainsi que plusieurs championnats nationaux. Désireux de revoir sa stratégie de sponsoring sportif, le partenariat a cessé en 2008, soit dix ans après ses débuts.
Malgré ce retrait, le groupe Crédit agricole est toujours présent dans le cyclisme à travers sa filiale LCL et le maillot jaune du Tour de France.

### Football
Le Crédit agricole est l'un des partenaires majeurs de la Fédération française de football depuis 1974, notamment de l'équipe de France et de la Coupe de France.

### Rugby
Le Crédit agricole est le principal sponsor de l'équipe d'Italie de rugby à XV via sa filiale italienne Cariparma depuis 2007.

### Judo
Le Crédit agricole est engagé avec la FFJ depuis 2013 comme partenaire de la Coupe de France des Minimes.
En décembre 2016, le Crédit agricole devient le sponsor officiel de la Fédération française de judo pour un partenariat allant de 2017 à fin 2020.